# Station Littlehampton
Littlehampton is een spoorwegstation van National Rail in Littlehampton, Arun in Engeland. Het station is eigendom van Network Rail en wordt beheerd door Southern. 